# دوگانگان
دوگانگان (به لاتین: Dewanganj) یک منطقهٔ مسکونی در بنگلادش است که در ناحیه جمال‌پور واقع شده‌است. دوگانگان ۲۶۶٫۵۹ کیلومتر مربع مساحت و ۱۹۳٬۱۸۲ نفر جمعیت دارد.